# Planície da Gotalândia Ocidental
A Planície da Gotalândia Ocidental (em sueco: Västgötaslätten) localiza-se na província histórica da Västergötland, na Suécia, estendendo-se entre o lago Vänern e o Planalto do Sul da Suécia, e abrangendo as cidades de Lidköping, Skara, Skövde e Vara. Esta enorme planície é constituída principalmente por terras agrícolas muito férteis, onde se cultivam cereais e oleaginosas, e se criam vacas. Entre os queijos produzidos, pode-se citar Svecia, Herrgårdsost, Drabant e Prästost.